# Mein Liebhaber, der Esel & Ich
 Mein Liebhaber, der Esel & Ich  (Originaltitel: Antoinette dans les Cévennes) ist ein französischer Film aus dem Jahr 2020 von Caroline Vignal.

## Handlung
Antoinette Lapouge ist eine beliebte und unkonventionelle Grundschullehrerin in Paris. Da sie sich in Vladimir, den Vater einer ihrer Schülerinnen, verliebt, schlägt dieser ihr eine gemeinsame Reise in die Cevennen vor. Dort möchten sie eine Eselstour machen, die erstmals vom schottischen Schriftsteller Robert Louis Stevenson im 19. Jahrhundert absolviert worden ist und durch ihn populär geworden ist.
Die beiden unternehmen aber voneinander getrennt die Tour. Anfangs hat Antoinette Probleme mit ihrem störrischen Esel Patrick und sie ist an ihrem ersten Abend in der Herberge sehr frustriert. Da sie sich am zweiten Tag im Wald mit Patrick verläuft, kommt sie wieder in der Herberge vom Vortag an. Dort leiht ihr die Vermieterin das Buch von Stevenson, welches Antoinette aufmerksam liest. Vladimir, der dieselbe Tour mit seiner Frau und seiner Tochter Alice macht, schreibt Antoinette Nachrichten, die diese erst lesen kann, als sie zufällig im Wald wieder Empfang auf ihrem Handy hat. Die beiden verabreden sich im Wald und haben miteinander Geschlechtsverkehr. Von nun an möchte Antoinette Vladimir und seiner Familie aber aus dem Weg gehen.
Als Antoinette wieder auf Vladimir trifft, reißt diese aus und verstaucht sich dabei den Knöchel.
An ihrem Zielort angekommen, bekommt sie Hilfe durch einen Tierarzt, der ihre Schmerzen lindert.
In ihrer letzten Herberge schreibt sie ins Gästebuch, dass sie sich in den Esel Patrick verliebt hat, der durch die gemeinsame Wanderung seine Scheu vor Antoinette verloren hat. Als sie den Esel, den sie bereits abgegeben hat, noch einmal sehen will, läuft sie dem neuen Mieter hinterher und gibt ihm Ratschläge, wie man mit dem Esel richtig umgeht.

## Trivia
Der Esel Patrick wird im Film von den beiden Eseln Pedro und Jazou dargestellt.

## Kritik
„Eine ebenso muntere wie sorgfältig inszenierte Komödie, die eine große Leichtigkeit besitzt, ohne dabei je trivial zu wirken. Neben den Naturschauwerten und einer ausgezeichneten Hauptdarstellerin zeichnet sich der Film über eine Selbstfindung auch durch die detailgenaue Erfassung der besonderen Sphäre des Wandertourismus aus.“